# Sybren de Groot
Sybren Ruurds de Groot (Amsterdam, 18 april 1916 – aldaar, 9 mei 1994) was een Nederlands natuurkundige en hoogleraar aan de Universiteit van Amsterdam. Samen met Lars Onsager, Josef Meixner en Ilya Prigogine wordt hij gezien als de grondlegger van de niet-evenwicht fysica.

## Biografie
De Groot werd geboren in 1916 als zoon van de wiskundeleraar Ruurd de Groot en Beertje Jans Ketelaar. Na de middelbare school ging hij natuurkunde studeren aan de Universiteit van Amsterdam onder Johannes Diderik van der Waals jr. Van 1942 tot 1947 was hij werkzaam in het Van der Waals-laboratorium onder A. Michels. Tijdens de Duitse bezetting van Nederland was hij (net als Michels) actief betrokken in de Amsterdamse verzetsbeweging.
Na de Tweede Wereldoorlog promoveerde hij in september 1945 bij Cor Gorter op het proefschrift: L'effet Soret: diffusion thermique dans les phases condensées. Zijn  proefschrift over thermodiffusie (thermoforese) vond later toepassing bij het scheiden van isotopen, en dan met name van uranium voor de productie van kernbrandstof. Na een jaar in Frankrijk gewerkt te hebben (onder andere bij Frédéric Joliot-Curie) werd De Groot in 1948 benoemd tot lector aan de Universiteit Utrecht. Het jaar erop werd hij er hoogleraar theoretische natuurkunde. In 1953 volgde hij Hendrik Kramers op als hoogleraar aan de Universiteit Leiden. Samen met zijn voormalige promovendus Peter Mazur richtte hij in Leiden het Instituut-Lorentz voor theoretische fysica op, inclusief de Lorentz-leerstoel voor internationale gasthoogleraren.
In 1964 keerde de Groot als hoogleraar terug naar de Universiteit van Amsterdam waar hij tot aan emeritaat in 1984 aan verbonden bleef.

## Werk
Een groot deel van het wetenschappelijke werk van de Groot betrof het onderwerp van de 'thermodynamica van irreversibele processen'. Dit zijn onomkeerbare processen waarbij warmte- en druktransport plaatsvindt door temperatuur- of drukvereffening tussen twee gesloten ruimtes gevuld met een gas of vloeistof met verschillende waarden van temperatuur en druk, die met elkaar verbonden zijn door een kleine opening of een dun capillair. Reeds in 1951 verscheen hierover een eerste monografie van zijn hand.
Dit werk vormde tevens het startpunt voor het onderzoek van niet-evenwichtsverschijnselen in de thermodynamica. Samen met Peter Mazur is hij co-auteur van een belangrijk boek over dit onderwerp: "Nonequillibrium Thermodynamics" (1984).
Een ander onderzoeksgebied van de Groot was de statische theorie van de elektrodynamica waarin hij trachtte de macroscopische Maxwell-vergelijkingen af te leiden uit de vergelijkingen van Lorentz' elektronentheorie, ofwel de klassieke natuurkunde te verbinden met die van de kwantummechanica. In 1972 publiceerde hij samen met Leendert Suttorp het boek: "Foundations of Electrodynamics".

## Erkenning
De Groot werd in 1958 benoemd tot lid van de Koninklijke Nederlandse Akademie van Wetenschappen (KNAW). Daarvoor, in 1956, ontving hij van de Universiteit van Straatsburg een eredoctoraat. Van 1958 tot 1963 zou hij aan de Franse universiteit ook gasthoogleraar zijn. Voor zijn maatschappelijke verdiensten in de wetenschap werd hij benoemd tot Ridder van de Franse legion d'honneur, alsmede Ridder in de Orde van de Nederlandse Leeuw.